# 晚晴簃詩滙
《清诗滙》原名《晚晴簃诗滙》，是清诗总集，凡二百卷。徐世昌等編。
《晚晴簃诗滙》是由徐世昌的门客、幕僚纪钜维、 吴笈孙、许宝蘅等人仿吴之振《宋诗钞》、顾嗣立《元诗选》之體例编成。“晚晴簃”是指徐世昌总统府中的休息室，為了編輯此書，徐世昌還向各省徵訪清代著述，得書萬餘本，幾乎收集了所有清朝詩人的代表作品，共收錄诗人6100余家，诗27000余首，《凡例》中说：“不分异同，荟萃众长，恉尚神思，务屏伪体。自大名家外，要皆因诗存人，因人存诗，二例并用，而搜逸阐幽，尤所加意。”有退耕堂刊本。